# Orlaya
Orlaya es un género  perteneciente a la familia Apiaceae. Comprende 9 especies descritas.

## Taxonomía
El género fue descrito por Georg Franz Hoffmann y publicado en Genera Plantarum Umbelliferarum xxvi, 58. 1814. La especie tipo es: Orlaya grandiflora Hoffm.	

## Especies
- Orlaya daucoides Greuter	Accepted
- Orlaya grandiflora Hoffm.